# Habsburg–Jagelló házassági szerződés
A Habsburg–Jagelló házassági szerződés vagy Jagelló–Habsburg házassági szerződés a Bécsújhelyen, 1506. március 20-án az I. Miksa német-római császár és II. Ulászló magyar király közti viszály lezárására és a rákosi végzés hatálytalanítására kötött szerződés. A szerződés szerint Miksa unokája, Ferdinánd főherceg feleségül veszi Ulászló leányát, Anna hercegnőt. Miksa kötelezte magát, hogyha Anna hercegnő meghalna és Candale-i Anna magyar királyné ismét leánygyermeket szülne, Ferdinánd főherceg őt veszi nőül, ha pedig Ulászlónak fiúgyermeke születik, az az ő egyik leányunokáját, Habsburg Mária főhercegnőt veszi feleségül.

## Előzmények
- 1463. július 19-én I. Mátyás király nevében Vitéz János és III. Frigyes örökösödési szerződést köt Bécsújhelyen, melynek értelmében ha Mátyás törvényes örökös nélkül hal meg, a magyar trónt III. Frigyes vagy fia, az akkor 4 éves Miksa örökli. (Podjebrád Katalin királyné ekkor már várandós volt Mátyás egyetlen törvényes gyermekével, aki a következő év februárjában jött a világra, de mind a gyermek, mind pedig az anya meghalt a szülést követően.)
- 1491. november 7-én II. Ulászló és I. Miksa békeszerződést köt Pozsonyban. Megújítják az 1463. évi örökösödési szerződést. Ulászló kötelezi magát, ha törvényes fiúutóda nem születik, a magyar és a cseh trónt a Habsburgok öröklik.
- 1502. szeptember 29-én II. Ulászló Székesfehérvárott feleségül veszi Candale-i Annát.
- 1503. július 23-án megszületik Anna hercegnő, II. Ulászló király és Candale-i Anna királyné első gyermeke.
- 1503. augusztus 15-én a budai Nagyboldogasszony templomban Bakócz Tamás megkereszteli a kis Anna hercegnőt. Egyik keresztanyja Szapolyai Istvánné Tescheni Hedvig lengyel hercegnő volt. A Szapolyai-család, amely II. Ulászló támogatója volt Corvin János ellenében, Szapolyai István halála után is megőrizte befolyását a királyi udvarban, és továbbra is II. Ulászló pártján álltak.
- 1504. január 10-én II. Ulászlót súlyos szélütés éri a nyelvén és a karján: több hétig fekvő beteg, februárig nem tudott felkelni, nehezen tért magához, állapota komoly aggodalomra adott okot, és a trónöröklés megoldatlansága fiúörökös hiányában Corvin János reményeit erősíti egy esetleges királyválasztáson. A király egészsége már az előző évben is komoly aggodalomra adott okot, de akkor még csak szűk körben tudtak erről, és persze eltitkolták. Erre utalnak Bretagne-i Anna aggódó levelei és a Budára küldött futárja ez ügyben. Ulászló 1503. november 23-ai válaszában[1] biztosítja a francia királynét, hogy mind ő, mind pedig felesége a legjobb egészségnek örvendenek.
- 1504. január 23-án Anna királyné gyalog elzarándokol az óbudai Boldogasszony Fehéregyházába fogadalma szerint, ha férje felgyógyul, ami a király állapotának súlyosságát bizonyítja. Ulászló csak nagy nehezen tudta lebeszélni, hogy ne mezítláb menjen, ahogy megfogadta, így végül cipőben tette meg az oda-vissza utat.
- 1504. március: Ulászlót újabb szélütés éri. Corvin örömmel fogadja a hírt, de a király újra felgyógyul.
- 1504. május: Corvin János ellenében Perényi Imrét választja az országgyűlés nádorrá. A királyné ellenzi Corvin megválasztását, ahogy ő fogalmaz, nem szabad megengedni, hogy a szárnyai megnőjenek, de az ő jelöltjét, Szentgyörgyi Péter erdélyi vajdát sem választják meg.
- 1504. október 12-én meghal Corvin János herceg, horvát–szlavón bán. A Hunyadi-ház feje 5 éves fia, Corvin Kristóf lesz.
- 1505. február: A király újabb betegsége és a trónutódlás megoldatlansága összehozza az egykori ellenségeket a Hunyadi- és a Szapolyai-családot. A budai országgyűlés idején megegyezés jön létre a két özvegy, Szapolyai Istvánné és Corvin Jánosné Frangepán Beatrix között, mely szerint Corvin Erzsébetet eljegyzik Szapolyai Györggyel. Az ország két legnagyobb birtokosának számító család összefogása megteremtette a lehetőségét a király elleni hatalmas ellenzéki tömb kialakításának, és Corvin Kristóf esetleges királlyá választásának a király halála esetén. Özvegy Szapolyainé ugyanakkor a királynak is ajánlatot tesz, és megkéri idősebb fia, Szapolyai János számára Anna hercegnő kezét, és Ulászló halála esetén ők örökölnék a trónt. A Szapolyai-párt azzal is nyomatékot ad kérésének, hogy Ulászlót figyelmeztetik, a nemesek nem fogják elismerni a Miksával kötött 1491-es örökösödési szerződést. Ulászló és a királyné elutasította az ajánlatot. Anna hercegnő férjéül először Perényi Imre nádor volt kiszemelve, de csak rövid ideig tartott ez a jegyesség. A visszautasítás haragra lobbantotta a Szapolyai-pártot, és elsősorban a főpapokat, Bakóczot és Szatmárit tették felelőssé, és nyílt felkelés tört ki ellenük. Ennek lecsillapítására hívott össze újabb országgyűlést Ulászló Rákos mezejére.
- 1505. március 17. Meghal Corvin Kristóf herceg, a Hunyadi-ház feje és utolsó férfisarja, 6 évesen. A közvélemény mérgezésnek tulajdonította a halálát. Öröksége az ősiség értelmében a királyra szállt, aki először birtokba kívánta venni a birtokokat, és Czobor Imrét küldte az özvegyhez azok átvételére, de Szapolyainé hathatós támogatásával tárgyalásokat kezdett Ulászlóval. Az első egyezség Szapolyainéval, amelyet még Kristóf életében kötöttek meg, úgy szólt, hogy Kristóf halála esetén a jószágokat Erzsébet, és általa a leendő férje, Szapolyai György örökli.
- 1505. július 19. Titokban megindulnak a tárgyalások I. Miksával Anna hercegnő és Ferdinánd főherceg házasságáról.
- 1505. augusztus 30. Meghal II. Ulászló anyja, Habsburg Erzsébet magyar hercegnő és lengyel királyné, I. Albert és Luxemburgi Erzsébet kisebbik lánya.